# Municipio de Fountain (Carolina del Norte)
El municipio de Fountain (en inglés: Fountain Township) es un municipio ubicado en el  condado de Pitt en el estado estadounidense de Carolina del Norte. En el año 2010 tenía una población de 1.356 habitantes.

## Geografía
El municipio de Fountain se encuentra ubicado en las coordenadas 35°40′38.57″N 77°36′38.9″O / 35.6773806, -77.610806.